# Stolnica v Pécsu
Stolnica svetega Petra in Pavla v Pécsu ((Pečška stolnica, bazilika ali grajska cerkev, stolnica sv. Petra do konca 20. stoletja) je rimskokatoliška cerkev v južnem madžarskem mestu Pécs in škofovska cerkev škofije Pécs. Stolnica s temelji iz 11. stoletja je današnjo podobo dobila konec 19. stoletja po načrtih Friedricha von Schmidta.

## Zgodovina
Temeljni zidovi današnje spodnje cerkve pécsške stolnice so iz poznorimskega obdobja. Segajo v konec 4. stoletja. Domnevajo, da je tu stala zgodnjekrščanska bazilika, ki so jo v 8. do 9. stoletju razširili proti zahodu. Tu je že ob ustanovitvi pečške škofije leta 1009 stala stolnica. Po kronikah je bila druga cerkev zgrajena v času madžarskega kralja Pétra Orseola na severozahodnem delu današnjega Dóm téra. Kralja Salomona je tukaj okronal za kralja sv. Mor. 11. aprila 1064, ob koncu vojne, sta bila Géza in Salomon skupaj v mestu za velikonočne praznike in njuno spravo. Tisto noč je požar uničil cerkev in palačo.
V času kralja Štefana I. Svetega je prvotna cerkev postala nižja cerkev in nad njo se je dvigala predhodnica današnje stolnice. Iz tega časa sta verjetno tudi oba zahodna stolpa. Gradbena dela na romanski baziliki so se začela po velikem požaru leta 1064 s sodelovanjem severnoitalijanskih arhitektov.
Tretjo stolnico so začeli graditi ob koncu 11. stoletja med škofovanjem v sv. Móra in je bila dokončana okoli leta 1140-1180. Severovzhodno od današnje stolnice se je začela gradnja petladijske cerkve nad zgodnjekrščanskim svetim prostorom, pod katerim je bila grobnica oziroma relikvije zgodnjekrščanskega mučenika.
Med mongolskim vpadom je bila stolnica v mestu brez grajskega obzidja požgana, nato pa je leta 1299 muslimanski paladin Mizse oplenil Pécs, streha stolnice in njen strop je bil uničen. Končno so v prvi tretjini 14. stoletja obokali ladje in zgradili dve novi kapeli.
Novejša gradnja je nastala v drugi polovici 15. stoletja, po letnici, ki je naslikana nad oknom apside, pa je bila dokončana leta 1505. Takrat je stolnica prevzela gotske značilnosti, kot so velika, okrašena okna ali oboki, značilni za to obdobje. V tem obdobju je bilo zgrajenih veliko oltarjev.
Humanistična škofa, konec 15. stoletja Janus Pannonius in Zsigmond Hampó ter nato v začetku 16. stoletja György Szatmári, zaupnik Tamása Bakócza, so Pécs izoblikovali v trdnjavo renesančne kulture, katere sledove lahko opazimo v škofovski cerkvi.
V srednjem veku so cerkev razširili na dva stolpa in gotske stranske kapele. Po poškodbah in propadanju v času turške vladavine, ki je trajala od leta 1543 do 1686, so se obnovitveni ukrepi izvajali v različnih slogih. Leta 1807 so cerkev preuredili v klasicističnem slogu po načrtih arhitekta Mihályja Pollacka. Na pročelje je bilo pritrjenih dvanajst figur apostolov Mihályja Bartalitsa.
Sedanja neoromanska podoba stolnice je bila zgrajena med letoma 1882 in 1891 po načrtih dunajskega stavbenika Friedricha von Schmidta v zvezi s tako imenovano tisočletnico madžarskega osvajanja, ki naj bi jo leta 1896 praznovali z velikimi slovesnostmi. Ambiciozni projekt je naročil škof Nándor Dulánszky, financiran pa je bil med drugim iz prihodkov od rudnikov premoga v lasti škofije v gorovju Mecsek. Načrt je bil obnoviti »izvirno« stolnico iz obdobja Árpádovcev.
V letih 1962-63 je bila stavba prenovljena, sodobni kipi apostolov Károlyja Antala so bili postavljeni na južno fasado. Dvanajst originalnih kipov iz leta 1854 in dva preostala kipa iz druge serije iz leta 1891 so na dvorišču Pečške škofovske bogoslovne šole v močno propadajočem stanju. Med letoma 1965 in 1968 so restavrirali poslikave, očistili rezbarije in obnovili pozlato. Leta 2000 so na južnem vhodu postavili okrasna vrata Sándorja Rétfalvija, ki prikazujejo gredo za grozdje.
Leta 1991 je papež Janez Pavel II. stolnici podelil tudi naziv manjša bazilika.
Dolžina cerkve je 70 metrov, širina 22 metrov, višina stolpov pa 60 metrov.

## Zvonovi
Zvonovi so v stolpih na južni strani: v vzhodnem stolpu so zvonovi Mária, Pál in Ferenc, v zahodnem pa je zvon Péter, ulit leta 1819, osmi največji zvon na Madžarskem, ki zvoni samo ob praznikih. Lesena konstrukcija, ki je nosila Petrov zvon, je bila zamenjana oktobra 2008, ker stari nosilci niso več zdržali ogromne teže. Petrov zvon se lahko upravlja največ 32 sekund, sicer lahko tresljaji poškodujejo stolp.